# And Now... The Runaways
| Críticas profissionais                                                      | Críticas profissionais |
| Avaliações da crítica                                                       | Avaliações da crítica  |
| Fonte                                                                       | Avaliação              |
| --------------------------------------------------------------------------- | ---------------------- |
| AllMusic                                                                    | [ 1 ]                  |
| Esta tabela precisa de ser acompanhada por texto em prosa. Consulte o guia. |                        |

And Now... The Runaways é o quarto e último álbum de estúdio da banda de rock americana The Runaways. Lançado na Europa no final de 1978 e no Japão em 1979. Este foi o último álbum do The Runaways, antes de se separarem. O álbum foi lançado pela Cherry Red Records no Reino Unido e lançado nos Estados Unidos pela Polydor Records. Em 1981 a Rhino Records o relançou como um picture disc, sob o título de Little Lost Girls, com uma foto de capa diferente e uma sequência diferente das canções.
No início das gravações, Vickie Blue deixou a banda e as linhas de baixo das faixas foram tocadas por Lita Ford. Durante a gravação tumultuada do álbum, o empresário Toby B. Mamis,  Observou as tentativas do produtor John Alcock de colocar Joan Jett fora do processo, portanto Sandy West e Lita Ford cantaram algumas faixas individuais (Sandy com "Right Now", que ela escreveu e cantou e Lita com "I'm a Million", como seu primeiro registro vocal). Joan depois brincou: "Eu tive um sentimento engraçado, que eu estava prestes a ser demitida de uma banda que eu ajudei a criar". Duane Hitchings está nos créditos, agradecendo por seu trabalho nos teclados do álbum.
"Black Leather" é uma canção originalmente escrita pelo ex-integrante do Sex Pistols, Steve Jones e por Paul Cook, para sua antiga banda.
Logo após a contratação da nova baixista Laurie McAllister, Jett e Ford dissolveram em conjunto o Runaways, alegando diferenças musicais dentro da banda. Ford e Oeste, em seguida, tentou iniciar uma nova banda mais pesada, com Alcock produzindo, porém o projeto não foi adiante.

## Faixas

### Versão Original (And Now... The Runaways)
| Lado 1 |                                                  |         |  |
| N.º    | Título                                           | Duração |  |
| 1.     | "Saturday Night Special"                         | 3:39    |  |
| 2.     | "Eight Days a Week"                              | 3:33    |  |
| 3.     | "Mama Weer All Crazee Now"                       | 3:26    |  |
| 4.     | "I'm a Million" (Vocais principais de Lita Ford) | 6:02    |  |

| Lado 2 |                                               |         |  |
| N.º    | Título                                        | Duração |  |
| 5.     | "Right Now" (Vocais principais de Sandy West) | 3:35    |  |
| 6.     | "Takeover"                                    | 3:11    |  |
| 7.     | "My Buddy and Me"                             | 3:39    |  |
| 8.     | "Little Lost Girls"                           | 4:45    |  |
| 9.     | "Black Leather"                               | 3:47    |  |

### Versão Americana (Little Lost Girls)
| Lado 1 |                            |         |  |
| N.º    | Título                     | Duração |  |
| 1.     | "Black Leather"            | 3:47    |  |
| 2.     | "Mama Weer All Crazee Now" | 3:26    |  |
| 3.     | "Saturday Night Special"   | 3:39    |  |
| 4.     | "Eight Days a Week"        | 3:33    |  |
| 5.     | "Takeover"                 | 3:11    |  |

| Lado 2 |                     |         |  |
| N.º    | Título              | Duração |  |
| 6.     | "Right Now"         | 3:35    |  |
| 7.     | "My Buddy and Me"   | 3:39    |  |
| 8.     | "Little Lost Girls" | 4:45    |  |
| 9.     | "I'm a Million"     | 6:02    |  |

## Créditos
| The Runaways - Joan Jett → vocal, vocal de apoio e guitarra rítmica - Lita Ford → guitarra solo, baixo, vocal de apoio e vocais principais em "I'm a Million" - Sandy West → bateria e vocal de apoio - Vickie Blue → baixo, vocal de apoio e vocais em "Right Now" (apenas creditada, não tocou no álbum) | Produção - John Alcock → produção - Will Reid Dick → engenharia - A. Wally → assistente de engenharia - Ken Perry → masterização - David Larkham → concepção e direção - Barry Levine → fotografia |